# Renilla reniformis
Renilla reniformis és una espècie de cnidari antozou de l'ordre del pennatulacis. Es troba, prou sovint, arrossegada per les ones a les platges del nord-est de Florida, en general després de bufar vents del nord-est. També es poden trobar habitant a la zona intermareal totalment enterrada a l'arena. El seu depredador és el llimac de mar de ratlles Armina tigrina.

## Estructura
Renilla reniformis és un conjunt de pòlips amb diferents formes i funcions. Hi destaquen: un pòlip únic, un gegant de fins a dues polzades de llarg, que n'és l'ancoratge (peduncle). Aquest peduncle es pot estendre per a ancorar millor la colònia al substrat.
Renilla reniformis porta moltes petites anemones, que són els pòlips d'alimentació, anomenats autozoides. Un grup de pòlips tentaculars formen una vàlvula que s'encarrega de l'eixida i entrada d'aigua a la colònia: això permet alliberar l'aigua per desinflar la colònia. Si la colònia està en una barra d'arena durant la marea baixa, en general es desinfla i es cobreix amb una fina capa de sorra llotosa. Els petits punts blancs entre els pòlips d'alimentació són els pòlips sifonozoides, que hi actuen com bombes per inflar o desinflar la colònia.
Els pòlips d'alimentació secreten un moc apegalós, per atrapar organismes menuts suspesos en l'aigua.
La rigidesa de la colònia i el color violat provenen de la presència d'espícules de carbonat de calci en els teixits dels pòlips.

## Distribució
Renilla reniformis es troba des de la costa de Carolina del Nord de Florida, i del mar Carib fins a les costes del Brasil. A diferència de Renilla muelleri, que no apareix al golf de Mèxic. També podem trobar Renilla a les costes d'Uruguai, com ara a la desembocadura del riu de la Plata, i a les costes atlàntiques.

## Bioluminescència
Renilla reniformis és notablement bioluminiscent quan se la molesta, a causa de la interacció entre una luciferasa (Renilla-luciferina 2-monooxigenasa) i una proteïna verda fluorescent, les molècules que han esdevingut extremament importants per a la ciència biològica moderna.